# Samuel Pizzetti
Samuel Pizzetti (Codogno, 16 ottobre 1986) è un ex nuotatore italiano.

## Carriera
Nato all'ospedale di Codogno, ma cresciuto a Casalpusterlengo.
Specializzato nelle gare lunghe a stile libero, ha debuttato ai campionati europei giovanili nel 2004 a Lisbona con il terzo posto nei 1500 m. l'anno dopo ha ottenuto i primi podi ai campionati italiani ed è stato convocato per i Giochi del Mediterraneo di Almería in cui è tornato sul podio, ancora bronzo nei 1500 m. Oltre ai campionati assoluti ha disputato diverse edizioni dei campionati di fondo in vasca, che normalmente si svolgono subito dono i campionati primaverili e nella stessa sede. In uno dei quali ha vinto il suo primo titolo italiano, nei 5000 m a Livorno nel 2007. Durante l'anno ne ha vinti altri tre nelle distanze dai 400 ai 1500 m ed è stato convocato per i mondiali militari di Hyderabad in cui ha vinto un bronzo nei 1500 m.
Nel marzo del 2008 ha partecipato ai campionati europei di Eindhoven e negli 800 m ha vinto la medaglia d'argento arrivando secondo dietro a Gergő Kis. Convocato per i Giochi olimpici di Pechino, ha nuotato nei 1500 m venendo eliminato in batteria. È tornato poi sul podio europeo ai campionati in vasca corta di Fiume del dicembre successivo giungendo terzo nei 1500 m dietro a Federico Colbertaldo e Vitaly Romanovich.
L'anno dopo ha vinto 400, 800 e 1500 m a maggio ai campionati estivi di Pescara per poi tornarvi a fine giugno per i Giochi del Mediterraneo dove ha conquistato l'argento nei 400 m. Un mede dopo a Roma è andato in finale nei 1500 m ai campionati mondiali. È arrivato terzo in due gare agli europei di Budapest dell'agosto 2010, bronzo negli 800 e nei 1500 m, unico nuotatore maschio a medaglia  oltre a Fabio Scozzoli. Nella successiva stagione in vasca corta 2010-2011 è stato prima due volte finalista agli europei di novembre di Eindhoven nei 400 e nei 1500 m, ha quindi partecipato ai mondiali di Dubai di dicembre.
A Riccione ai campionati primaverili 2011 ha vinto tutti e quattro i titoli dai 400 ai 5000 m, fatto unico in Italia. Qualificato per i campionati mondiali di Shanghai, ha sfiorato l'ingresso in finale nei 400 e 800 m stile e con la 4×200 m è giunto ottavo assieme a Gianluca Maglia, Filippo Magnini e Marco Belotti; è giunto invece settimo nella finale dei 1500 m.

## Palmarès
| Giochi olimpici                | ---                     | ---                     | 1500 m st. libero        | ---                            |
| 2008 Pechino Cina              | ---                     | ---                     | 17º in batteria 15'07"02 | ---                            |
| Campionati del mondo           | 400 m st. libero        | 800 m st. libero        | 1500 m st. libero        | 4×200 m st. libero             |
| 2009 Roma Italia               | ---                     | 16º in batteria 7'59"67 | 8º 15'19"38              | ---                            |
| 2011 Shanghai Cina             | 9º in batteria 3'47"12  | 9º in batteria 7'51"59  | 7º 15'15"81              | 8º - 7'12"26 frazione: 1'48"18 |
| Mondiali in vasca corta        | 400 m st. libero        | ---                     | 1500 m st. libero        | ---                            |
| 2010 Dubai Emirati Arabi Uniti | 21º in batteria 3'46"71 | ---                     | 11º 14'52"81             | ---                            |
| Campionati europei             | 400 m st. libero        | 800 m st. libero        | 1500 m st. libero        | 4×200 m st. libero             |
| 2008 Eindhoven Paesi Bassi     | 10º in batteria 3'50"26 | Argento 7'54"09         | 12º in batteria 15'38"50 | ---                            |
| 2010 Budapest Ungheria         | ---                     | Bronzo 7'49"94          | Bronzo 14'59"76          | ---                            |
| 2012 Debrecen Ungheria         | Bronzo 3'48"66          | ---                     | ---                      | Argento 7'13"10                |
| Europei in vasca corta         | 400 m st. libero        | ---                     | 1500 m st. libero        | ---                            |
| 2005 Trieste Italia            | ---                     | ---                     | 11º 14'56"17             | ---                            |
| 2008 Fiume Croazia             | ---                     | ---                     | Bronzo 14'31"60          | ---                            |
| 2009 Istanbul Turchia          | ---                     | ---                     | 15º 14'54"32             | ---                            |
| 2010 Eindhoven Paesi Bassi     | 7º 3'46"11              | ---                     | 4º 14'45"32              | ---                            |
| Giochi del Mediterraneo        | 400 m st. libero        | ---                     | 1500 m st. libero        | ---                            |
| 2005 Almeria Spagna            | ---                     | ---                     | Bronzo 15'27"37          | ---                            |
| 2009 Pescara Italia            | Argento 3'48"37         | ---                     | 4º 15"19"27              | ---                            |
| Europei giovanili              | 400 m st. libero        | ---                     | 1500 m st. libero        | 4×200 m st. libero             |
| 2004 Lisbona Portogallo        | 15º in batteria 4'01"18 | ---                     | Bronzo 15'25"09          | 5º - 7'33"26 frazione: 1'52"78 |

### Altri risultati
Giochi mondiali militari
- 2007: Hyderabad,  India[2]

400 m stile libero: 5º - 3'58"72
1500 m stile libero: bronzo, 15'28"15
4×100 m stile libero: bronzo, 3'24"89
4×200 m stile libero: 4º - 7'37"94

### Campionati italiani
17 titoli individuali, così ripartiti:
- 4 nei 400 m stile libero
- 4 negli 800 m stile libero
- 5 nei 1500 m stile libero
- 4 nei 5000 m stile libero

nd = non disputata
| Anno | Edizione    | st. libero 200 m | st. libero 400 m | st. libero 800 m | st. libero 1500 m | st. libero 5000 m | st. libero 4×200 m |
| ---- | ----------- | ---------------- | ---------------- | ---------------- | ----------------- | ----------------- | ------------------ |
| 2005 | Primaverili | -                | -                | -                | 3                 | 2                 | -                  |
| 2005 | Estivi      | -                | -                | -                | 3                 | nd                | -                  |
| 2005 | Invernali   | -                | -                | -                | 2                 | -                 | nd                 |
| 2006 | Primaverili | -                | 3                | -                | -                 | -                 | -                  |
| 2007 | Primaverili | -                | 2                | 2                | 2                 | 1                 | 2                  |
| 2007 | Estivi      | -                | -                | 2                | 1                 | nd                | 2                  |
| 2007 | Invernali   | -                | 1                | 1                | 2                 | nd                | nd                 |
| 2008 | Primaverili | -                | 2                | -                | 2                 | 1                 | -                  |
| 2008 | Estivi      | -                | -                | 2                | -                 | nd                | -                  |
| 2008 | Invernali   | -                | -                | nd               | 2                 | nd                | nd                 |
| 2009 | Primaverili | -                | -                | 2                | 2                 | 1                 | 2                  |
| 2009 | Estivi      | -                | 1                | 1                | 1                 | nd                | 2                  |
| 2009 | Invernali   | -                | -                | nd               | 3                 | nd                | nd                 |
| 2010 | Primaverili | -                | 2                | 1                | 1                 | -                 | 2                  |
| 2010 | Estivi      | -                | -                | -                | 1                 | nd                | nd                 |
| 2010 | Invernali   | -                | -                | nd               | 3                 | nd                | nd                 |
| 2011 | Primaverili | 3                | 1                | 1                | 1                 | 1                 | 3                  |
| 2011 | Estivi      | 3                | 1                | nd               | 2                 | nd                | nd                 |